# Adrian Brzeziński
Adrian Brzeziński (* 24. August 1998) ist ein polnischer Leichtathlet, der sich auf den Sprint spezialisiert hat.

## Sportliche Laufbahn
Erste internationale Erfahrungen sammelte Adrian Brzeziński im Jahr 2019, als er bei den U23-Europameisterschaften in Gävle im 200-Meter-Lauf das Halbfinale erreichte und dort mit 21,38 s ausschied. Zudem konnte er den Finallauf mit der polnischen 4-mal-100-Meter-Staffel nicht beenden. Bei den World Athletics Relays 2021 im heimischen Chorzów schied er mit 39,34 s mit der 4-mal-100-Meter-Staffel in der Vorrunde aus und wurde mit der 4-mal-200-Meter-Staffel disqualifiziert. Im Jahr darauf startete er im 60-Meter-Lauf bei den Hallenweltmeisterschaften in Belgrad und schied dort mit 6,69 s in der ersten Runde aus.
2021 wurde Brzeziński polnischer Meister im 200-Meter-Lauf im Freien sowie in der Halle.

## Persönliche Bestzeiten
- 100 Meter: 10,46 s (+1,9 m/s), 23. August 2019 in Radom
  - 60 Meter (Halle): 6,57 s, 22. Februar 2022 in Toruń
- 200 Meter: 20,95 s (+1,9 m/s), 23. Mai 2021 in Bielsko-Biała
  - 200 Meter (Halle): 21,06 s, 21. Februar 2021 in Toruń